# 陵寢承辦事務衙門
陵寢承辦事務衙門，為清朝設置管理清東陵、清西陵事務的機構，分別稱東陵承辦事務衙門、西陵承辦事務衙門。東陵承辦事務衙門設於孝陵，西陵承辦事務衙門設於泰陵。主管官員為守護陵寢大臣、陵寢總管內務府大臣。

## 沿革
守護陵寢大臣與陵寢總管內務府大臣共領衙門政務。執掌督率駐防官兵巡防護衛、進獻祭祀。下屬設陵寢內務府、陵寢禮部、陵寢工部各官及執事人役於各處陵寢。

### 東陵
最初於康熙二年（1663年）任命内大臣、侍衛守護孝陵。乾隆二年（1737年）設東陵承辦事務衙門，各鑄給印章，以守陵之貝勒、貝子、公及内務府總管大臣同領其政令。
東陵承辦事務衙門設主事2人、筆帖式2人。主事掌判署文案、監視禮儀、歲供其品物，以序祀事。

### 西陵
康熙六十一年（1722年）十二月，完成景陵，雍正帝特命以王公守護，另外設置大學士、尚書、侍郎、領侍衛内大臣、内務府總管大臣、副都統、散秩大臣、乾清門侍衛、御前侍衛、侍衛等員，皆有缺不除。乾隆二年（1737年）規定守護泰陵人員：貝勒二人、公一人、大臣官員十人、侍衛十人，皆奉旨除授。
西陵承辦事務衙門設主事1人、委署主事1人、筆帖式4人。